# 米納勒爾縣 (蒙大拿州)
米納勒爾縣（英語：Mineral County）是美國蒙大拿州西部的一個縣，西鄰愛達荷州。面積3,169平方公里。根據美國2000年人口普查，共有人口3,884人。縣治蘇必利爾 (Superior)。
成立於1914年8月7日。縣名來自周圍豐富的礦藏。